# Sabinène
La sabinène est un composé organique naturel classé parmi les monoterpènes que l'on trouve dans les huiles essentielles de diverses plantes, dont le chêne vert (Quercus ilex) et l'épicéa (Picea abies).
Sa molécule, dont la formule est C10H16, est formée d'un système cyclique tendu comprenant un noyau cyclopentane soudé à un noyau cyclopropane. Elle possède deux atomes de carbone asymétrique et pas de plan de symétrie. Formellement, elle devrait donc se présenter sous la forme de deux paires d'énantiomères diastéréoisomères entre elles. Cependant, des contraintes stériques dans le cycle cyclopropane interdisent la formation de la paire (1R,5S)/(1S,5R).
Deux énantiomères existent : (1S,5S) ou (S)(–)-sabinène (numéro CAS 10408-16-9) et (1R,5R) ou (R)(+)-sabinène (numéro CAS 2009-00-9). Le racémique a pour numéro CAS 3387-41-5.